# ماریارانو (ماروآنتسترا)
ماریارانو (به لاتین: Mariarano) یک منطقهٔ مسکونی در ماداگاسکار است که در آنالانجیروفو واقع شده‌است. ماریارانو ۷٬۲۱۸ نفر جمعیت دارد.